# مارک ابرل
مارک ابرل (انگلیسی: Marc Eberle؛ زادهٔ ۳ ژوئن ۱۹۸۰) بازیکن فوتبال اهل آلمان است.
از باشگاه‌هایی که در آن بازی کرده‌است می‌توان به باشگاه فوتبال ام‌وی‌وی ماستریخت، باشگاه فوتبال آریس لیماسول، باشگاه فوتبال رودا جی‌سی کرکراد، باشگاه فوتبال فنلو، و باشگاه فوتبال لیرسه اشاره کرد.

## یادکرد ویکی‌پدیا
- مشارکت‌کنندگان ویکی‌پدیا. «Marc Eberle». در دانشنامهٔ ویکی‌پدیای انگلیسی، بازبینی‌شده در ۱۳ آوریل ۲۰۲۲.